# NBL 2009/10
Die NBL 2009/10 war die 32. Austragung der australasischen National Basketball League. Die mit sieben Teams aus Australien und einem Team aus Neuseeland ausgetragene Meisterschaft begann am 24. September 2009 und endete am 12. März 2010. Im Finale konnte sich die Perth Wildcats in der best of three Serie gegen die Wollongong Hawks in drei Spielen durchsetzen und damit ihren fünften Meistertitel erringen.

## Modus
Jedes Team trägt in der regulären Saison 14 Heim- und 14 Auswärtsspiele aus. Die in der Endtabelle auf den ersten vier Plätzen stehenden Teams qualifizieren sich für die Playoffs. Das beste Team der Hauptrunde spielt im Halbfinale gegen den Vierten, während der Zweite gegen den Dritten spielt. Im Halbfinale und im Finale gilt der best of three modus. Zu Beginn dieser Saison wurde eine neue Nettospielzeit von 40 Minuten, aufgeteilt auf vier Viertel, eingeführt.

## Tabelle
Abschlusstabelle nach Ende der Hauptrunde
- Für die Play-offs qualifiziert

| Pl. | Team                  | Spiele | Siege | Niederlagen | Siegquote | Punkte+ | Punkte- | Punktedifferenz | Heimbilanz | Auswärtsbilanz |
| --- | --------------------- | ------ | ----- | ----------- | --------- | ------- | ------- | --------------- | ---------- | -------------- |
| 01. | Perth Wildcats        | 28     | 17    | 11          | 60,71 %   | 2401    | 2285    | +116            | 12:2       | 5:9            |
| 02. | Wollongong Hawks      | 28     | 16    | 12          | 57,14 %   | 2299    | 2270    | +29             | 13:1       | 3:11           |
| 03. | Townsville Crocodiles | 28     | 16    | 12          | 57,14 %   | 2418    | 2369    | +49             | 10:4       | 6:8            |
| 04. | Gold Coast Blaze      | 28     | 16    | 12          | 57,14 %   | 2410    | 2376    | +34             | 12:2       | 4:10           |
| 05. | New Zealand Breakers  | 28     | 15    | 13          | 53,57 %   | 2415    | 2340    | +75             | 9:5        | 6:8            |
| 06. | Melbourne Tigers      | 28     | 11    | 17          | 39,29 %   | 2338    | 2423    | −85             | 8:6        | 3:11           |
| 07. | Cairns Taipans        | 28     | 11    | 17          | 39,29 %   | 2092    | 2239    | −147            | 10:4       | 1:13           |
| 08. | Adelaide 36ers        | 28     | 10    | 18          | 35,71 %   | 2353    | 2424    | −71             | 7:7        | 3:11           |

## Play-offs

### Modus
Die auf den ersten vier Plätzen der Abschlusstabelle der regulären Saison platzierten Mannschaften qualifizieren sich für die Play-offs. Die beste Mannschaft tritt dabei gegen die viertbeste und die zweitbeste gegen die drittbeste Mannschaft an. Das Halbfinale und das Finale werden im Best-of-three-Modus entschieden.

### Spiele
|  | Halbfinale | Halbfinale            | Halbfinale | Halbfinale | Halbfinale |  |  | Finale | Finale           | Finale | Finale | Finale |
|  |            |                       |            |            |            |  |  |        |                  |        |        |        |
|  |            |                       |            |            |            |  |  |        |                  |        |        |        |
|  | 1          | Perth Wildcats        | 81         | 82         |            |  |  |        |                  |        |        |        |
|  | 4          | Gold Coast Blaze      | 68         | 78         |            |  |  |        |                  |        |        |        |
|  |            |                       |            |            |            |  |  | 1      | Perth Wildcats   | 75     | 63     | 96     |
|  |            |                       |            |            |            |  |  | 2      | Wollongong Hawks | 64     | 75     | 72     |
|  | 2          | Wollongong Hawks      | 87         | 53         | 88         |  |  |        |                  |        |        |        |
|  | 3          | Townsville Crocodiles | 68         | 82         | 76         |  |  |        |                  |        |        |        |
|  |            |                       |            |            |            |  |  |        |                  |        |        |        |

## Individuelle Auszeichnungen
- Most Valuable Player der regulären Saison (Andrew Gaze Trophy): Corey Williams (Townsville Crocodiles)[1]
- Rookie of the Year: Jesse Wagstaff (Perth Wildcats)
- Best Defensive Player (Damian Martin Trophy): Dillon Boucher (New Zealand Breakers)
- Best Sixth Man: Erron Maxey (Gold Coast Blaze)
- Most Improved Player: Erron Maxey (Gold Coast Blaze)
- Coach of the Year (Lindsay Gaze Trophy): Gordie McLeod (Wollongong Hawks)
- All-NBL First Team:
  - Corey Williams (Townsville Crocodiles)
  - Kirk Penney (New Zealand Breakers)
  - Tywain McKee (Wollongong Hawks)
  - Mark Worthington (Melbourne Tigers)
  - Shawn Redhage (Perth Wildcats)
- All-NBL Second Team:
  - Adam Ballinger (Adelaide 36ers)
  - C.J. Bruton (New Zealand Breakers)
  - Anthony Petrie (Gold Coast Blaze)
  - Adam Gibson (Gold Coast Blaze)
  - Ayinde Ubaka (Gold Coast Blaze)
- All-NBL Third Team:
  - Julius Hodge (Melbourne Tigers)
  - Glen Saville (Wollongong Hawks)
  - John Gilchrist (Adelaide 36ers)
  - Cameron Tragardh (Wollongong Hawks)
  - Larry Davidson (Wollongong Hawks)

- Grand Final Series MVP (Larry Sengstock Medal): Kevin Lisch (Perth Wildcats)